# Zoutmeer

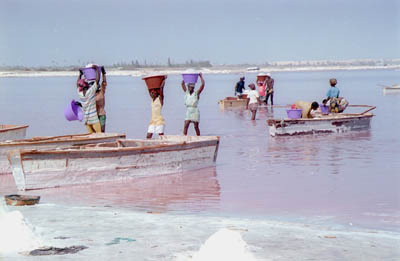
Een voorbeeld van een zoutmeer: Lac Rose in Senegal.

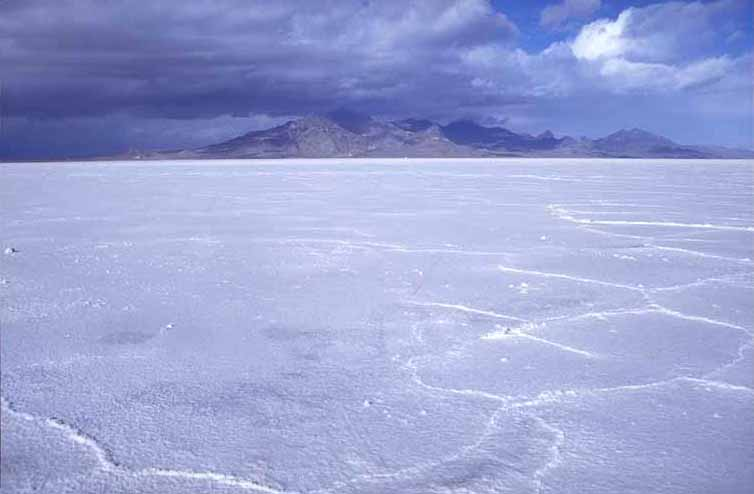
De Bonneville-zoutpannen in Utah.

Een zoutmeer is een binnenmeer zonder uitstroomdebiet. In de meeste gevallen is er dus sprake van een endoreïsch bekken. Wanneer het gaat om een kunstmatig meer (kom) voor de zoutwinning wordt gesproken van een zoutpan. Doordat het water alleen kan verdwijnen door te verdampen, blijven de in het water opgeloste zouten in het resterende (vloeibare) water achter, waardoor uiteindelijk een meer met een hoge zoutconcentratie ontstaat. Afhankelijk van de hoeveelheid instromend (zoet) water kan de zoutconcentratie in de loop der tijd grote schommelingen vertonen; hoe minder water instroomt, hoe zouter het water in het meer.
De grootste zoutmeren zijn de Kaspische Zee, het Aralmeer (Kazachstan/Oezbekistan), het Balkasjmeer (Kazachstan) en het Great Salt Lake (Verenigde Staten), zie de tabel verderop.
Als de aanvoer van water minder is dan de verdamping, zal al het water uiteindelijk verdwijnen en blijft er een zoutvlakte over. Dergelijke meren worden gebruikt voor zoutwinning. Voorbeelden van de daartoe kunstmatig aangelegde zoutpannen zijn die in Bonaire en Curaçao, welke al eeuwenlang belangrijke leveranciers zijn van zout voor het pekelen van bijvoorbeeld vlees en vis voor de scheepvaart – in vroeger tijden de enige manier om producten langere tijd voor bederf te behoeden.

## Overzicht van zoutmeren
| Meer of zee        | Land(en) of staat      | Saliniteit (‰) | Hoogte (m) | Oppervlak (km²) | Diepte max - (gem)(m) | Opmerking                                       |
| ------------------ | ---------------------- | -------------- | ---------- | --------------- | --------------------- | ----------------------------------------------- |
| Syvasj             | Oekraïne, Rusland      | 87             |            | 2.560           | 3 (1)                 |                                                 |
| Don Juanmeer       | Antarctica             | 400            |            | 0,03            | 0,4 (0,3)             | Hoogste zoutgehalte ter wereld                  |
| Roze Meer          | Senegal                | 250-380        |            | 3               | 3                     |                                                 |
| Assalmeer          | Djibouti               | 350            | -155       | 54              | >40 (7,4)             |                                                 |
| Vandameer          | Antarctica             | 350            |            | 5,2             | 75 (31)               |                                                 |
| Garabogazköl       | Turkmenistan           | 340            |            | 18000           |                       |                                                 |
| Dode Zee           | Israël                 | 300-330        | -417       | 810             | 377 (118)             | Het diepstliggende zoutmeer ter wereld          |
| Tuz Gölü           | Turkije                | < 330          | 905        | 1500            | 2 (0,5)               | Op een na grootste meer van Turkije             |
| Great Salt Lake    | Utah                   | 285            | 1280       | 5100            | 12 (4,2)              |                                                 |
| Urmiameer          | Iran                   | 270-320        |            | 5200            | 16                    |                                                 |
| Vidameer           | Antarctica             | 270            |            | 7               |                       |                                                 |
| Baskenmeer         | Brits-Columbia         | 260            |            | < 1             |                       |                                                 |
| Mar Chiquita       | Argentinië             | 40-250         | 71         | 2000-4500       | 19 (3-4)              |                                                 |
| Last Chancemeer    | Brits-Columbia         | 200            |            | < 1             |                       |                                                 |
| Hot Lake           | Washington             | 150            |            | < 1             |                       |                                                 |
| Lake No. 4         | Brits-Columbia         | 130            |            | < 1             |                       |                                                 |
| Little Manitoumeer | Saskatchewan           | 110            |            | 35              | 3                     |                                                 |
| Eyremeer           | Australië              | 100            | -9 - -15   | 9500            | 4 (1,5)               |                                                 |
| Monomeer           | Californië             | 75             | 1946       | 183             | 48 (17)               |                                                 |
| Etosha             | Namibië                | <70            |            | 4760            |                       |                                                 |
| Salton Sea         | Californië             | 44             | -69        | 970             | 16                    |                                                 |
| Oceanen            | -                      | 35 (31-39)     | 0          | 3,6×105         | -                     |                                                 |
| Vanmeer            | Turkije                | 25             | 1719       | 3755            | 457 (171)             |                                                 |
| Qinghaimeer        | Volksrepubliek China   | < 25           | 3205       | 5694            | 32                    |                                                 |
| Issyk Koelmeer     | Kirgizië               | 10             | 1606       | 6236            | 668 (270)             |                                                 |
| Aralmeer           | Kazachstan/Oezbekistan | 10             | 31         | 17160           | 58 (23)               | Oppervlak en diepte uit 2004                    |
| Kaspische Zee      | o.a Rusland en Iran    | 10             | -28        | 371000          | 1025 (211)            | Het grootste zoutwatermeer ter wereld           |
| Balkasjmeer        | Kazachstan             | 2,94 (gem.)    | 341        | 16996           | 26 (5,6)              | Saliniteitsgradiënt 0,74 (west) - 6 (oost)      |
| Goud-e-Zereh       | Afghanistan            |                |            | 2417            | 467 (20-30)           |                                                 |
| Lob Nuur           | Volksrepubliek China   |                | 810        | 2000            |                       |                                                 |
| Aydingmeer         | Volksrepubliek China   |                | -154,5     | 200             |                       |                                                 |
| Turkanameer        | Kenia/Ethiopië         |                | 360        | 6405            | 109                   | Het grootste permanente woestijnmeer ter wereld |